# Slåttdalsskrevan

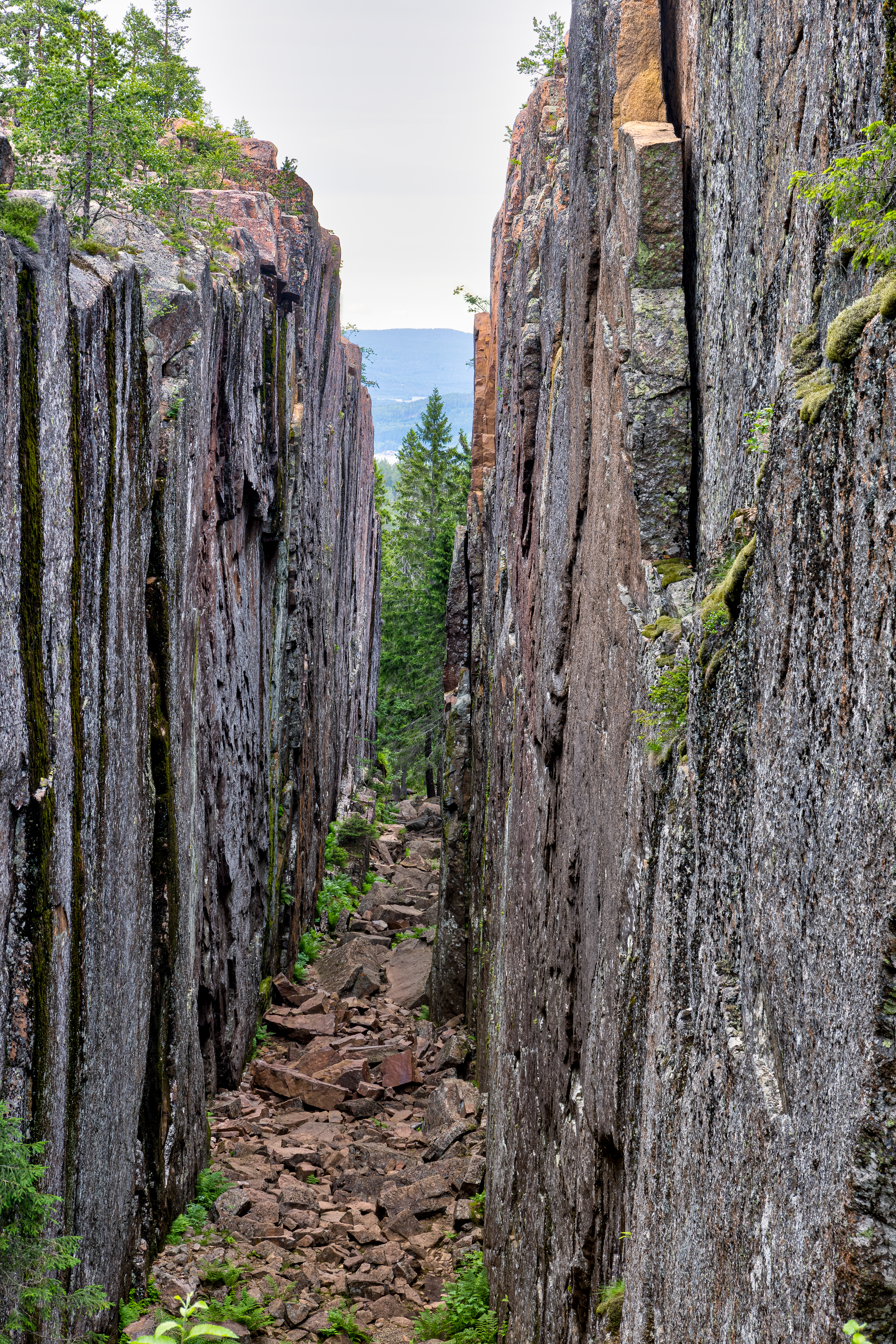
Slåttdalsskrevan

Slåttdalsskrevan (alternativ stavning Slåtterdalsskrevan) är en cirka 200 meter lång, 30 meter djup och 7 meter bred skreva i Ångermanland som klyver Slåttdalsberget i två delar. Berget och skrevan ligger centralt i Skuleskogens nationalpark och är en av parkens högsta punkter. Slåttdalsskrevan ingår i Höga Kustenleden. Omgivande berg och skrevans väggar består av röd nordingrågranit. Slåttdalsskrevan är riksobjekt för naturvård. Vandringsled till Slåttdalsskrevan utgår från Skuleskogens södra entré. Sedan juni 2023 har passagen igenom Slåttdalsskrevan varit stängd för vandrare på grund av att risken för fallande stenar och stenblock är för stor, leden går istället runt skrevan men det går fortfarande att uppleva skrevan och ta bilder från norra och södra änden. 

## Geologi och bildandet av skrevan

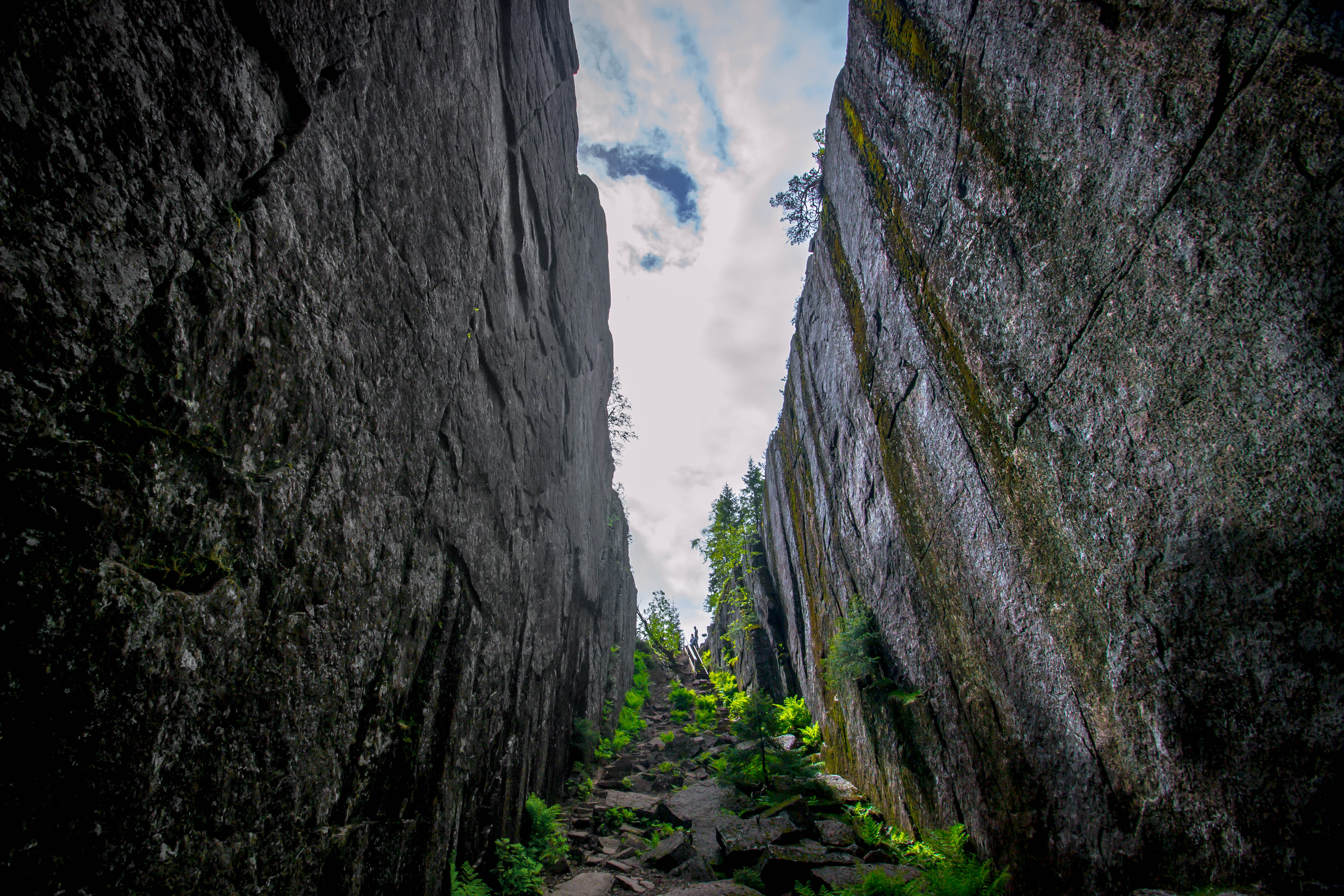
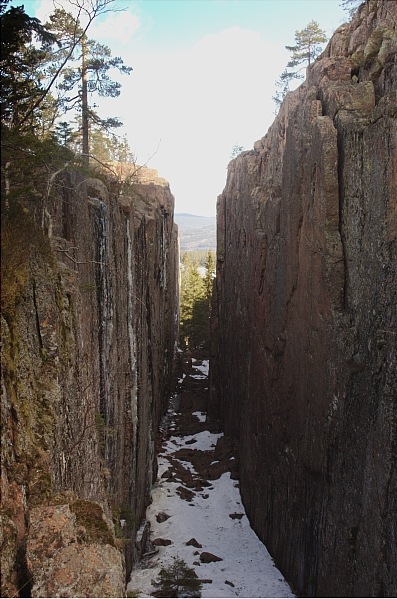
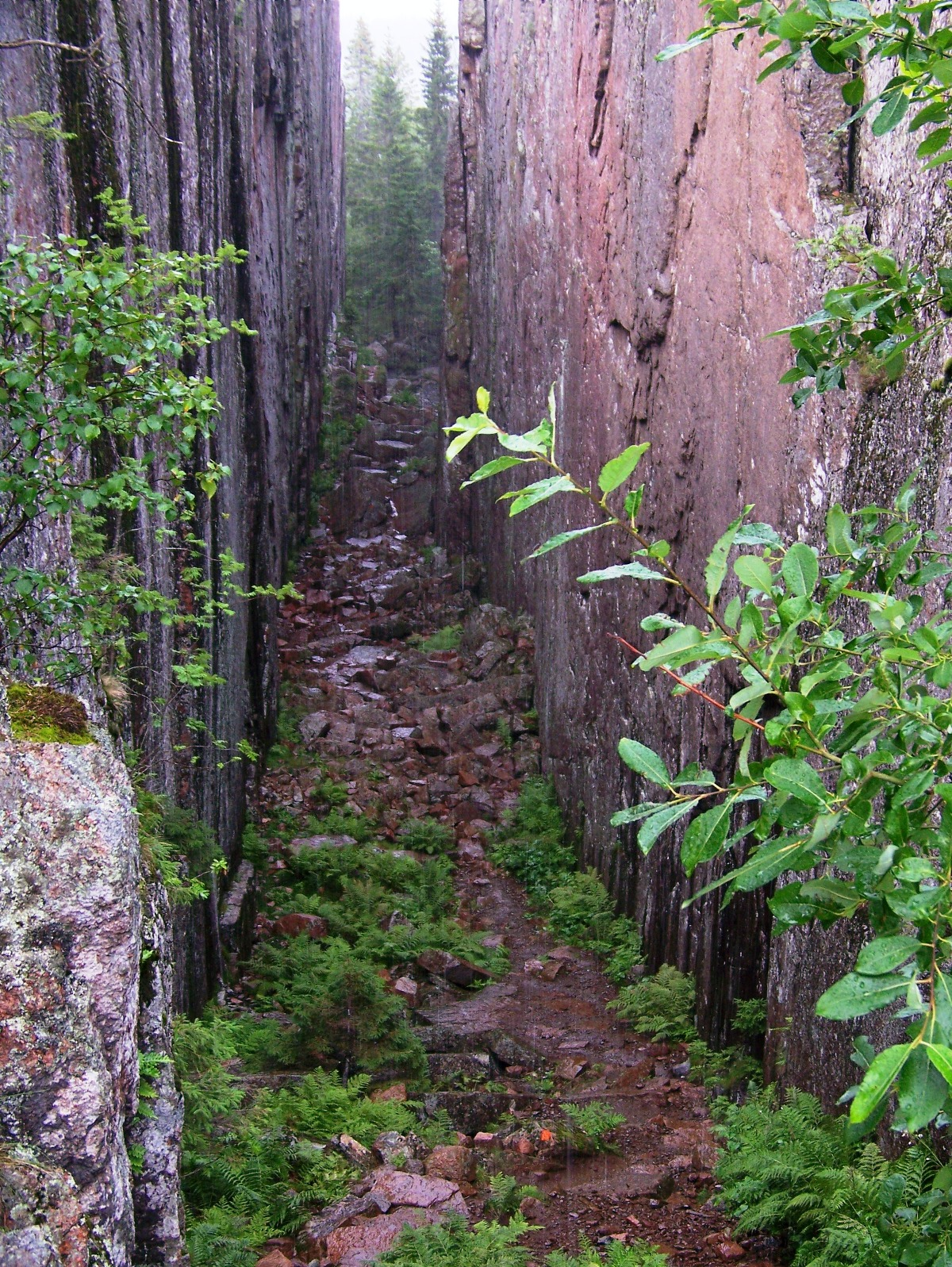
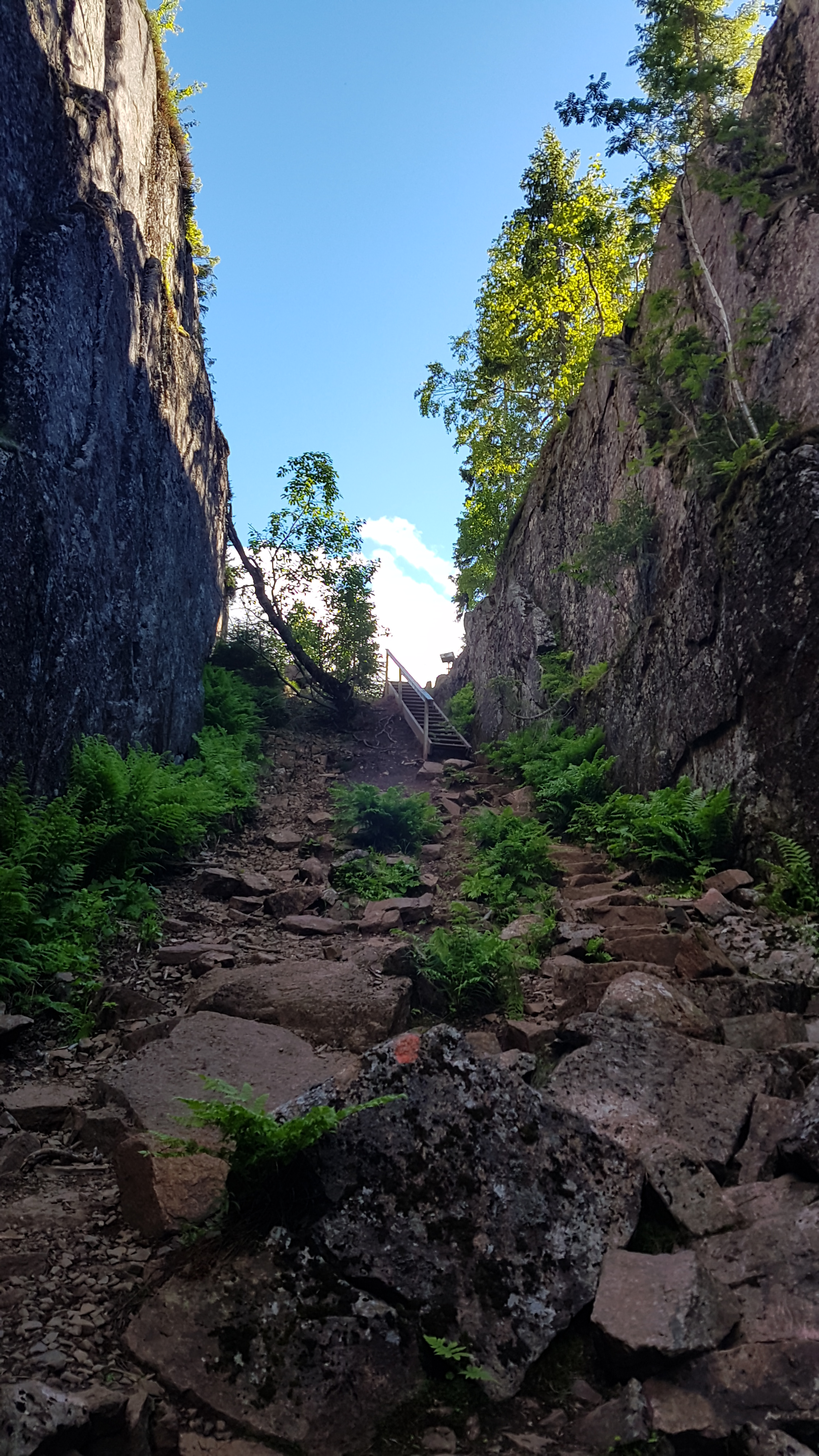

Slåttdalsberget består av nordingrågranit. För 1 200 miljoner år sedan bildades en diabasgång; flytande magma trängde upp från jordens inre och stelnade. Den mer lättvittrade diabasen har sedan eroderat bort. Flera istider och efterföljande hav och landhöjningsprocesser har med tiden hjälpt till att rensa ur skrevan.